# NGC 3806
NGC 3806 is een balkspiraalstelsel in het sterrenbeeld Leeuw. Het hemelobject werd op 21 april 1862 ontdekt door de Duits-Deense astronoom Heinrich Louis d'Arrest.

## Synoniemen
- UGC 6641
- MCG 3-30-42
- ZWG 97.54
- PGC 36231